# Musée naval de l'île Maurice
Le musée naval de l'île Maurice est un musée d'histoire situé dans un grand parc au sud de Mahébourg à l'île Maurice dans une ancienne demeure coloniale.

## Historique et description
Le musée naval se trouve près de la route de Curepipe dans une ancienne demeure coloniale surélevée à un étage, construite vers 1771 avec un large perron en façade. Elle appartenait au commandant du district de Grand Port, Jean de Robillard, dont on remarque les initiales sur la balustrade de fer forgé, à l'époque de la bataille de Grand Port en 1810. Il fit installer un hôpital militaire dans sa maison, pour soigner les blessés des deux côtés de la bataille, dont le vice-amiral français Duperré et l'amiral anglais Willoughby (en).
Le gouvernement colonial achète le bâtiment en 1950 qu'il restaure pour y installer le musée actuel, sous la direction des membres de l'Institut de Maurice. Deux des trois étages occupés par le musée sont ouverts au public. Des maquettes de navires de l'époque, les armes de Surcouf, des épées, des canons et des boulets d'origine, ainsi que des portraits et tableaux du XVIIIe et XIXe siècles sont exposés. La plupart des objets sont en rapport avec l'histoire navale et maritime de l'île Maurice.
On remarque également la cloche du Saint-Géran naufragé en 1744 et des documents (objets divers, journal de bord) du Trevessa débarqué en 1923, et les lithographies fameuses d'Alfred Richard représentant des paysages et types mauriciens du XIXe siècle.
Le premier étage expose du mobilier d'époque coloniale (avec une chaise à porteurs) ayant appartenu à La Bourdonnais dont certains sont dans le style Compagnie des Indes, et diverses cartes. Une vitrine est consacrée aux Mauriciens héros de la Seconde Guerre mondiale.